# Courgeon
Courgeon – miejscowość i gmina we Francji, w regionie Normandia, w departamencie Orne.
Według danych na rok 1990 gminę zamieszkiwało 285 osób, a gęstość zaludnienia wynosiła 27 osób/km² (wśród 1815 gmin Dolnej Normandii Courgeon plasuje się na 609. miejscu pod względem liczby ludności, natomiast pod względem powierzchni na miejscu 472.).